# Stella rossa (simbolo)

Un esempio di stella rossa.

Bandiera dell'Unione Sovietica

Stella rossa nella bandiera navale dell'Unione Sovietica

La stella rossa a cinque punte è spesso usata come simbolo del comunismo o del socialismo, ma anche in emblemi e vessilli o in marchi commerciali.

## Simbolo del comunismo
La stella rossa a cinque punte è stata utilizzata dal 1917 come un simbolo del comunismo; rappresenta allo stesso tempo le cinque dita della mano del lavoratore e i cinque continenti, il che si mette in relazione con l'internazionalismo della parola d'ordine marxista: Proletari di tutti i paesi, unitevi!. Un'altra interpretazione, meno comune, mette in relazione la stella rossa con i cinque gruppi sociali che contribuiscono al passaggio al socialismo: i giovani, i militari, gli operai, i contadini e gli intellettuali. Più comunemente si fa risalire all'Uomo Vitruviano di Leonardo Da Vinci usato anche dalla Massoneria come simbolo di umanesimo e della centralità dell'uomo (e non di un ipotetico Dio) nell'universo.
Dato che Karl Marx e Friedrich Engels la usavano come simbolo di umanesimo radicale e lotta di classe, la stella rossa fu collocata insieme alla falce e martello nella bandiera rossa e negli emblemi ufficiali dell'URSS. Da qui, diverse tendenze socialiste e comuniste si identificarono con essa.
In Italia, durante la resistenza, l'omonima Brigata Partigiana Stella Rossa condotta da Mario Musolesi, a dispetto del nome non afferiva ad aree di ispirazione socialista, pur condividendone l'ideale antifascista.
Sempre in Italia, negli anni settanta, la stella a cinque punte veniva variamente usata nell'area politica a sinistra del PCI.

## Usi socialisti e comunisti

Bandiera della RFSJ

La stella rossa fu ed è tuttora usata in bandiere ed emblemi ufficiali di diversi Stati socialisti, oltre alla già citata Unione Sovietica, come può vedersi nella bandiera della Repubblica Federale Socialista di Jugoslavia o in quella della Corea del Nord.
Allo stesso modo, la stella rossa è usata da diverse organizzazioni e gruppi rivoluzionari in tutto il mondo, dalla Rote Armee Fraktion tedesca, fino all'Esercito Zapatista di Liberazione Nazionale. A volte la falce e martello sono disposti dentro o al di sotto della stella rossa.
Il giornale militare dell'Unione Sovietica si chiamava Stella Rossa (in russo Красная звезда, Krasnaja Zvezda), nome che mantiene oggi come organo ufficiale del Ministero della Difesa della Federazione Russa.
Vari club sportivi di stati socialisti usarono la stella rossa come emblema, e almeno due di essi adottarono questo nome:
- Stella Rossa Belgrado, in serbo Crvena Zvezda.
- Stella Rossa Lipsia, in tedesco Roter Stern.

ma anche in Francia:
- Stella Rossa Saint-Ouen

## Esempi di usi non socialisti e comunisti
Non in tutte le bandiere la stella rossa è legata a un'ideologia; per esempio nella bandiera della Nuova Zelanda le quattro stelle rappresentano la Croce del Sud.

bandiera di Birmingham (Alabama), USA
bandiera della Repubblica Turca di Cipro del Nord
bandiera della Tunisia
bandiera della Nuova Zelanda
bandiera del Canton Vallese, Svizzera
bandiera dell'Alta California, Messico
bandiera dello stato di California, Stati Uniti
versione del 1912 della Bandiera Presidenziale degli Stati Uniti
bandiera di Washington, Stati Uniti
bandiera dell'Algeria
bandiera di Panama
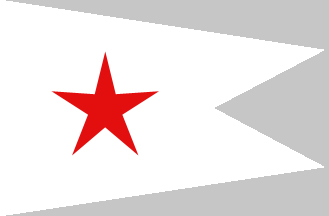
bandiera della Red Star Line
bandiera del Comandante del Corpo Militare del Regio Esercito del Regno d'Italia
Emblema della Repubblica Italiana

## Usata da gruppi socialisti

### Organizzazioni armate

Rote Armee Fraktion (Germania Ovest) (RAF)
Esercito Zapatista di Liberazione Nazionale (Messico) (EZLN)
Partito Comunista Marxista-Leninista (Turchia) (MLKP)
Brigata Internazionale di Liberazione (IFB/EÖT)
Partito dei Lavoratori del Kurdistan (PKK)
Forze di Difesa del Popolo (Turchia) (HPG)
Unità di Protezione Popolare (Rojava) (YPG)

### Partiti politici e movimenti

Partito dei Lavoratori (Brasile) (PT)
Partito Socialista Unito del Venezuela (PSUV)
Partito Comunista Francese (PCF)
Partito Comunista di Spagna (PCE)
Partito Comunista Portoghese (PCP)
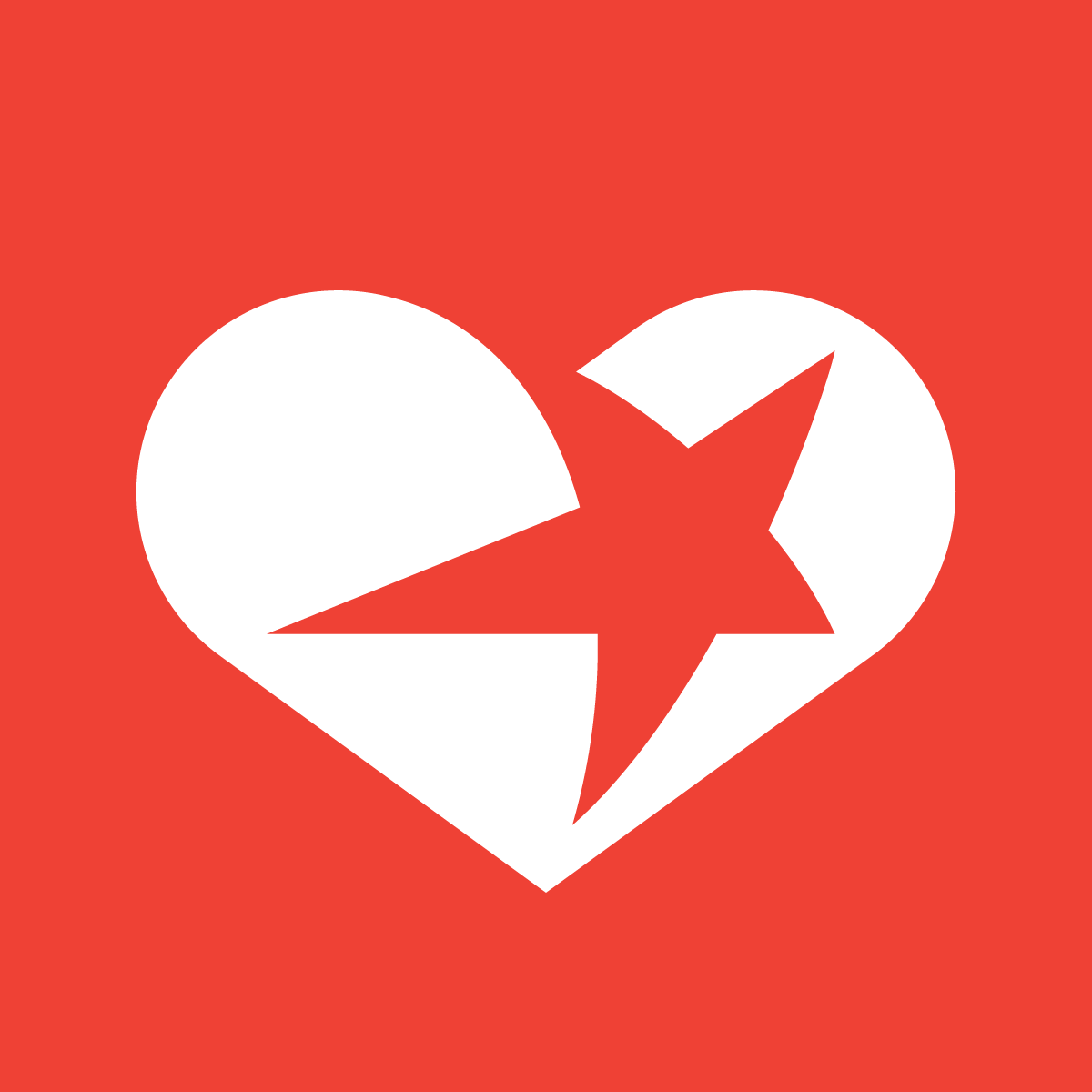
Partito del Lavoro del Belgio (PTB/PVDA)
Partito Socialista (Paesi Bassi) (SP)
Partito Comunista Messicano (PCM)

## Altri usi
La semplicità e allo stesso tempo forza grafica di questo simbolo ha fatto sì che la stella rossa venga utilizzata anche in altri contesti, in bandiere come quella di Panama, o in marche commerciali, progetti di comunicazione, etc.
La stella rossa è usata come simbolo dai Rage Against the Machine, un gruppo rapcore da sempre schierato a sinistra.
La stella rossa tra Ottocento e Novecento è stata anche usata come simbolo dell'Italia e dei prodotti in esportazione (vedi il marchio S. Pellegrino e Cirio). Viene usata anche dalla Converse e dalla Heineken.